# Peter Holmberg
Peter William Holmberg (ur. 4 października 1960 na wyspie Saint Thomas) – żeglarz sportowy z Wysp Dziewiczych Stanów Zjednoczonych. Srebrny medalista olimpijski z Seulu.
Brał udział w dwóch igrzyskach (IO 84, IO 88). Startował w Finnie, w 1984 zajął jedenaste miejsce, w 1988 pokonał go jedynie Hiszpan José Doreste. Jest to jedyny medal olimpijski w historii zdobyty przez sportowca z Wysp Dziewiczych Stanów Zjednoczonych.
Olimpijczykiem był również jego ojciec Richard.